# Polyamblyodon germanum
Polyamblyodon germanum és un peix teleosti de la família dels espàrids i de l'ordre dels perciformes.

## Morfologia
Pot arribar als 45 cm de llargària total.

## Alimentació
Menja crustacis, petits mol·luscs i algues.

## Distribució geogràfica
Es troba a les costes occidentals de l'oceà Índic: des de Moçambic fins a Sud-àfrica.